# 偶発病変
偶発病変（ぐうはつびょうへん、英: incidental finding）とは患者を診察したり診断をする過程で、主疾患または主診断とは関係なく見つかる病態または病変のことである。病理解剖でも主診断と関係なく偶然に見つかった病変を指す。一般に偶発病変は、見つけられたとしても主疾患の治療または患者の予後などに直接影響しない範囲の病変である。したがって、高血圧を主訴に外来治療している患者で、たまたま上部消化管内視鏡検査をしたところ胃癌が見つかったような場合には、偶発病変が主疾患になることもある。
病理解剖を行った場合、主診断、続発症（合併症）、偶発病変の順番で剖検診断書を記載するのが通例である。偶発病変として挙げられる頻度の高い疾患は成人では消化管のポリープ（腺腫、過形成）、甲状腺の腫瘍様結節、子宮筋腫、前立腺肥大、皮膚の良性腫瘍などである。転移を伴わない甲状腺の乳頭癌、前立腺癌などが偶発病変として発見される機会も多いが、日本病理剖検輯報に収載する過程では悪性腫瘍は主診断と並列して扱うように取り決められている。

## 剖検診断書の書き方
| 患者の属性 | 姓名、性別、職業歴、居住地、患者ID                                                                |
| ---------- | ------------------------------------------------------------------------------------------------- |
| 主診断(1)  | 胃癌（胃体部、低分化腺癌） 転移：肝、両肺、腹腔播種、リンパ節（肺門、肝門部、膵周囲、大動脈周囲） |
| 主診断(2)  | 甲状腺癌（乳頭癌、径2mm） 転移：なし                                                              |
| 続発症     | 1．癌性悪液質、2．閉塞性黄疸、3．腹水貯留、4．諸臓器鬱血                                          |
| 偶発病変   | 1．陳旧性結核巣（胸膜癒着）、2．大動脈粥状硬化、3．S状結腸腺腫、4．前立腺過形成、5．脂漏性角化症  |